# Talègol ocel·lat
El talègol ocel·lat(Leipoa ocellata) és una espècie d'ocell de la família dels megapòdids (Megapodiidae) que viu en zones de "mallee" i garrigues a zones semiàrides de la meitat sud d'Austràlia. És l'única espècie del gènere Leipoa Gould, 1840.